# Szeptuchowka (obwód kurski)
Szeptuchowka (ros. Шептуховка) – wieś (ros. село, trb. sieło) w zachodniej Rosji, centrum administracyjne sielsowietu szeptuchowskiego w rejonie korieniewskim obwodu kurskiego.

## Geografia
Miejscowość położona jest nad rzeką Kriepna, 19,5 km od centrum administracyjnego rejonu (Korieniewo), 78 km od Kurska.
W granicach miejscowości znajdują się ulice: Czubarowka, Komsomolskaja, Mołodiożnaja, Oziernaja, Pachanowa, Sadowaja, Słobodka, Sowietskaja, Turgieniewka, Zagriebielje, Zielonaja.

## Demografia
W 2010 r. miejscowość zamieszkiwało 657 osób.